# Lista över offentlig konst i Stockholm

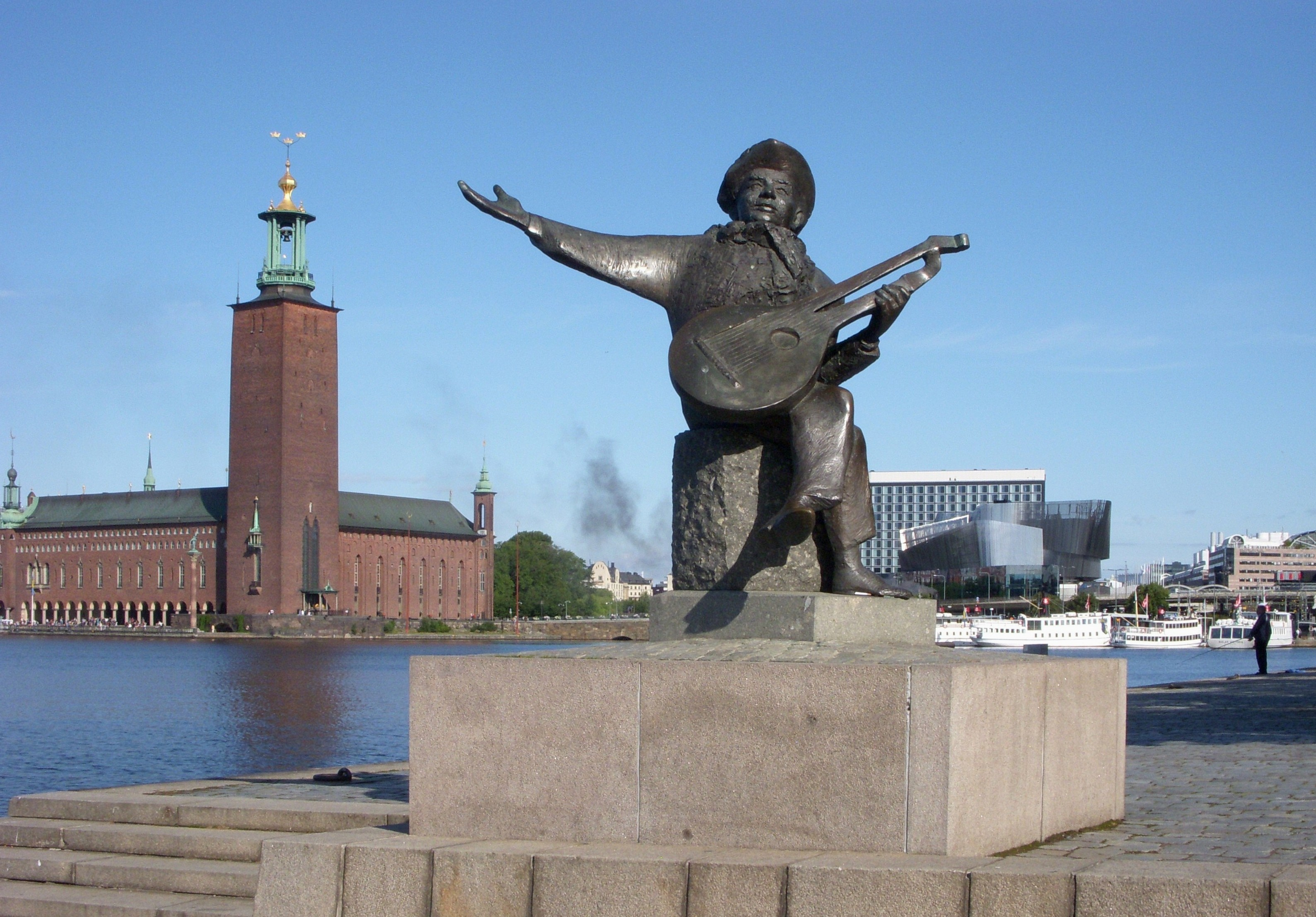
Staty över Evert Taube av Willy Gordon på Riddarholmen

Lista över offentlig konst i Stockholms kommun är en sammanställning av listor över skulpturer och annan offentlig konst utomhus i Stockholms kommun.

## Underlistor
- Stadsdelarna Djurgården och Norra Djurgården
- Stadsdelarna Riddarholmen och Gamla stan
- Stadsdelsområdet Södermalm
- Stadsdelsområdet Norrmalm
- Stadsdelsområdet Kungsholmen
- Stadsdelsområdet Östermalm
- Stockholms västra förorter
- Stockholms sydvästra förorter
- Stockholms södra förorter